# Dângeni
Dângeni è un comune della Romania di 3 115 abitanti, ubicato nel distretto di Botoșani, nella regione storica della Moldavia.
Il comune è formato dall'unione di 4 villaggi: Dângeni, Hulub, Iacobeni, Strahotin.
Dângeni ha dato i natali al pittore Petre Hârtopeanu (1913-2001).